# Injecta

Die Injecta-Fabrik und Teufenthal im Jahr 1969

Die 1920 gegründete und 2011 liquidierte Aktiengesellschaft Injecta AG (Eigenschreibweise INJECTA) betrieb in Teufenthal, Kanton Aargau, Spritzgusswerke und eine Apparatefabrik. Zum Fertigungsprogramm zählten der Druckguss verschiedener Metalle und Legierungen, das Warmpressen und Spezialgiessverfahren. Mit einer Lizenz von der Doehler Die Casting Company, New York City, im Jahre 1919 errichtete Eugen Weber durch die Aktiengesellschaft Karrer, Weber & Co., Unterkulm, das INCA-Werk an der Wynentalstrasse 1. Als erste Druckgiesserei in Europa öffnete es der einheimischen und ausländischen Kundschaft ab August 1921 neue Wege im Gerätebau.
Leichtmetall-Druckguss verhalf einer breiten Palette feinmechanischer Erzeugnisse zu Gestell- oder Gehäuserohlingen, die nur wenig Nachbearbeitung benötigten. Das waren Haushaltapparate, Holzbearbeitungsgeräte, Fahrradzubehör, Zähler, Baubeschläge, Farbstiftspitzer, Halterungen für Telefonbücher in öffentlichen Telefonkabinen oder Amateur-Filmgeräte. Die Werkstücke waren von Bruchteilen eines Grammes bis zu mehreren Kilogramm schwer. Mit der Marke INCA wurden Aluminiumbasislegierungen oder Messing verarbeitet. Die Geräte der Marke waren in Schweizer Haushalten verbreitet. Darüber hinaus lieferte Injecta international Bauteile etwa für Elna-Nähmaschinen, Philips-Elektrorasierer, Jura-Dampfbügeleisen, Leica-Kameras oder BMW-Motorräder. Ab 1959 verarbeitete das Unternehmen auch Kunststoffe, 1971 eröffnete ein eigenes Kunststoffwerk in Triengen.
1948 hatte Injecta 817 Beschäftigte, Anfang der 1970er Jahre ungefähr 1000, in den 1990er-Jahren etwa 600, kurz vor der Schliessung noch 110. Ende 2010 wurde die Tätigkeit eingestellt.